# Ester Navarrete
Ester Navarrete Santana (Vigo, 16 de marzo de 1990) es una deportista española que compite en atletismo, especialista en la prueba de maratón.
Ganó una medalla de oro en el Campeonato Europeo de Atletismo en Ruta de 2025, en la prueba de maratón por equipo. Participó en los Juegos Olímpicos de París 2024, ocupando el 42.º lugar en la maratón.

## Palmarés internacional
| Campeonato Europeo en Ruta | Campeonato Europeo en Ruta | Campeonato Europeo en Ruta | Campeonato Europeo en Ruta |
| Año                        | Lugar                      | Medalla                    | Prueba                     |
| -------------------------- | -------------------------- | -------------------------- | -------------------------- |
| 2025                       | Bruselas/Lovaina (Bélgica) | Medalla de oro             | Maratón por equipo         |